# Хахенбург
Хахенбург (нем. Hachenburg) — город в Германии, в земле Рейнланд-Пфальц. 
Входит в состав района Вестервальд. Подчиняется управлению Хахенбург.  Население составляет 5695 человек (на 31 декабря 2010 года). Занимает площадь 21,43 км². Официальный код  —  07 1 43 229.